# Paquitos
Os Paquitos, foram um grupo de assistentes de palco masculinos e conjunto musical brasileiro que auxiliavam inicialmente a apresentadora Xuxa no programa Xou da Xuxa, e posteriormenteo os Paquitos ajudavam o apresentador  Sérgio Mallandro no programa Show do Mallandro. Os Paquitos, foram a versão masculina do grupo Paquitas. Eles apareceram pela primeira vez em 1989, no especial de Natal do Xou da Xuxa. Receberam disco de ouro pela vendagem do único álbum lançado pelo grupo em março de 1990, que foi sucesso com músicas "A Nova Onda", "Muito Prazer" e "Paquidance".

## História

### Paquitos (1989–1995)

#### Origem e Formação
Os Paquitos, versão masculina das famosas Paquitas, foram criados pela produção do Xou da Xuxa devido ao grande sucesso do grupo feminino. O primeiro Paquito contratado foi Marcello Faustini (Celo), seguido por Cláudio Heinrich (Claudinho), Egon Júnior (Gigio) e Robson Barros (Rob), que entraram para o grupo no mesmo dia, escolhidos na festa de aniversário de Marlene Mattos na boate carioca Zoom. 
Pouco tempo depois, Alexandre Canhoni (Xandi/Xiquito) foi contratado como novo Paquito. Os Paquitos, estrearam oficialmente no programa Xou da Xuxa, especial de Natal, exibido no dia 25 de dezembro de 1989.

#### Papel no "Xou da Xuxa"
O grupo auxiliava Xuxa durante o programa Xou da Xuxa, ajudando a apresentadora a descer da nave, levando o "Café da manhã do Xou" e mantendo as crianças em ordem enquanto as Paquitas cantavam e dançavam. 

#### Carreira Musical
Os Paquitos também se apresentavam como um grupo musical. Em março de 1990, o grupo lançou o seu primeiro e único álbum homônimo "Paquitos", o álbum foi um sucesso de vendas, alcançando a impressionante marca de 120 mil cópias vendidas e conquistando o disco de ouro. Além do sucesso comercial, o álbum também emplacou hits como "Nova Onda", "Paquidance" e "Muito Prazer". A produção do álbum ficou por conta de Aramis Barros, e o lançamento do álbum teve direito à uma divulgação especial no programa Xou da Xuxa.
Os Paquitos eram contratados exclusivamente da Xuxa Produções, o que lhes dava mais liberdade para fazer shows e se apresentar em outras emissoras. Durante as suas apresentações musicais os Paquitos realizavam coreografias elaboradas.

#### Estilo e Figurino
Os Paquitos usavam roupas de gala, como smoking, e raramente usavam as famosas "fardinhas" no estilo soldadinhos de chumbo. Para os shows, usavam um figurino especial. Bonitos, jovens e eficientes, os Paquitos se tornaram ícones para milhões de garotas da época.

#### Participações em Filmes
Ainda em 1990, os Paquitos participaram do elenco do filme Lua de Cristal, estrelado por Xuxa e Sérgio Mallandro, que também contou com a presença das Paquitas.
Também em 1990, aproveitando o sucesso do grupo entre o público jovem, os Paquitos também integraram o elenco do filme Sonho de Verão, estrelado por Sérgio Mallandro, com participações de Andréa Veiga, Fafy Siqueira e das Paquitas.

#### Mudanças na Formação
No final de 1990, Robson Barros (Rob) deixou o grupo para trabalhar com o pai. Em 1991, Robson Barros (Rob) foi substituído por Yuri Martins (Yu Catuxito).
Ainda em 1991, apenas os Paquitos Cláudio Heinrich (Claudinho) e Egon Júnior (Gigio), participaram do filme Gaúcho Negro, ao lado das Paquitas Letícia Spiller "Pituxa Pastel" e Juliana Baroni "Catuxa Jujuba".
Aliás, Ainda em 1991, os Paquitos gravaram sua única música em espanhol "Conquistadores del Futuro", esta canção é a versão em espanhol da música "Conquistadores do Futuro", e a faixa entrou para a trilha sonora da novela infantil argentina El árbol azul, sendo muito tocada durante as brincadeiras e em outros momentos do programa El show de Xuxa da Argentina, a música teve apenas uma performance no programa El show de Xuxa da Argentina e os Paquitos apresentaram um pequeno trecho da música no programa Xou da Xuxa do Brasil.
No final de 1991, os Paquitos saíram oficialmente do programa Xou da Xuxa. Em 1992, Alexandre Canhoni (Xandi/Xiquito) saiu do grupo e logo em seguida, Yuri Martins (Yu Catuxito) também saiu do grupo.

#### Transição para o "Show do Mallandro"
Ainda em 1992, após a saída de Alexandre Canhoni (Xandi/Xiquito) e Yuri Martins (Yu Catuxito), os três Paquitos remanescentes, Marcello Faustini (Celo), Cláudio Heinrich (Claudinho) e Egon Júnior (Gigio), passaram a ser oficialmente contratados pela Rede Globo e foram transferidos para o programa Show do Mallandro. No programa apresentado por Sérgio Mallandro, os Paquitos continuaram exercendo a função de assistentes de palco, auxiliando o apresentador e interagindo com o público. Os Paquitos, Marcello Faustini (Celo), Cláudio Heinrich (Claudinho) e Egon Júnior (Gigio) permaneceram no programa Show do Mallandro, até 1993, quando o programa foi extinto, após a transferência do apresentador Sérgio Mallandro para a Rede CNT.

#### Fim do Grupo
Aliás, mesmo com a extinção do programa Show do Mallandro, em 1993, Marcello Faustini (Celo), Cláudio Heinrich (Claudinho) e Egon Júnior (Gigio), continuaram como Paquitos e como grupo musical fazendo shows e se apresentando em programas de televisão até 1995, quando o grupo foi oficialmente extinto.

## Formação[1]

### Marcello Faustini (Celo)
Marcello foi o primeiro Paquito contratado. E era o mais tímido do grupo, mas mesmo assim conseguiu destaque com os seus belos olhos verdes. Também ficou conhecido por namorar com Deborah Secco, na época com 16 anos, que vivia no programa visitando o amado. Os dois ficaram juntos por um ano. Ao sair do Xou da Xuxa e do programa Show do Mallandro, Marcelo decidiu virar ator e investir mais na carreira de cantor. Fez "Oficina de atores Globo", faculdade de cinema e participou de Malhação. Após a morte da mãe, Aparecida, em 2005, ele decidiu ir morar em Boston, nos EUA. Lá se dedicou à carreira de cantor, onde fez shows. Ele casou, decidiu voltar ao Brasil e, aos 36 anos, fez o espetáculo "Tributo a Elvis", em São Paulo .
Atualmente Marcello é ator e cantor.

### Cláudio Heinrich(Claudinho)[3]
A pinta de surfista do carioca Claudinho sempre foi o seu diferencial nos Paquitos. Logo que saiu do programa Xou da Xuxa e também do programa Show do Mallandro, onde foi também foi assistente de palco, Cláudio iniciou a carreira de ator como o personagem Dado, um professor de judô "cabeça" em Malhação. Ao contrário da dos colegas de grupo, a sua carreira de ator deslanchou, e em 2000, ele protagonizou a novela Uga Uga, como o índio branco Tatuapu. Cláudio também participou de filmes infantis e apresentou o programa Globo Ecologia durante seis anos.

Atualmente Claudio e casado com a produtora Claudia Colpo com quem tem o unico filho, Karl e dá aulas de artes marciais e surf 
| “ | Ainda mantenho amizade com os outros paquitos, com exceção de Alexandre. Ele pirou! | ” |

| “ | Gosto de atuar, cantar, surfar e namorar | ” |

### Egon Júnior (Gigio)
O gaúcho de nome diferente ganhou o apelido de Gigio da madrinha por ter as bochechas iguais ao do personagem Topo Gigio, e era conhecido como o mais inteligente do grupo. Ao deixar a função de Paquito (e o penteado estilo mullet), ele bem que tentou seguir a carreira artística, participou da novela Despedida de Solteiro e sonhou ser diretor de teatro, mas acabou enveredando por outros caminhos. Fez faculdade de marketing e atualmente é gerente de contas de uma multinacional. Egon mora na Bélgica com a mulher, a engenheira Fernanda, e tem um casal de gêmeos, chamados Manuela e Bernardo.
| “ | Sou um feliz e realizado pai e executivo. Fala para as fãs que continuo o mesmo Gigio, apenas com uns dez quilinhos a mais | ” |

### Robson Barros (Rob)
O Paquito Rob foi o primeiro a sair do grupo. Como já namorava havia oito anos, ele resolveu deixar o grupo para casar e trabalhar com o pai, o produtor musical de Roberto Carlos, Geraldo Barros. O casamento só durou dois anos. Os negócios, porém, foram prósperos. Ele montou a agência de produção de eventos "Tas", em São Paulo. Hoje aos 54 anos, Robson é casado pela segunda vez e é pai de dois filhos, Carlos Eduardo, e Rafael.
| “ | Engordei bastante, mas não tanto quanto o Gigio" | ” |

### Alexandre Canhoni (Xandi / Xiquito)[4]
Nascido em Belo Horizonte, Minas Gerais em 7 de outubro de 1973, conhecido como Xandi Xiquito, ele era o vocalista do grupo. O loiro exibia um franjão e fazia grande sucesso com as fãs. Após sair do grupo, ele chegou a gravar dois CDs, “Vem dançar” e "Sempre te Amarei". Também participou ao lado de Ana Paula Arósio na peça “Um passeio no cometa”. Em 1997, após um tempo tentando se manter na carreira artística, sem sucesso, Alexandre se tornou evangélico e radicalizou: queimou em praça pública tudo o que havia conquistado na época de paquito.
| “ | Sou o Alexandre liberto por Cristo, ex-Paquito endemoniado, satanista e escravo do pecado. Vivi muitos anos de minha vida me dedicando ao inimigo, porém hoje pela graça de Deus fui liberto e salvo pelo poder do sangue de Cristo que me lavou e purificou de todo pecado” | ” |

Atualmente ele é missionario no Níger, onde junto com sua esposa Giovanna Canhoni, adotou mais de 17 crianças.

### Yuri Martins (Yu Catuxito)
No Início de 1991, foi escolhido como o novo Paquito no programa da Xou da Xuxa, através de inscrições abertas, substituiu Robson Barros e se destacava por dançar parecido com o cantor Beto Barbosa.
Yuri assim como seu colega Robson Barros também é avô. Ele tem 3 filhos, Vitor, Regina e Yuri e um neto, Enrico. Atualmente ele e corretor de imóveis e também cantor e mora em Belém do Pará, justamente a terra de Beto Barbosa.

## Integrantes
| Ano de atividade | Nome              | Apelido         |
| 1989–1995        | Marcello Faustini | Celo            |
| 1989–1995        | Cláudio Heinrich  | Claudinho       |
| 1989–1995        | Egon Júnior       | Gigio           |
| 1989–1990        | Robson Barros     | Rob             |
| 1989–1992        | Alexandre Canhoni | Xandi / Xiquito |
| 1991–1992        | Yuri Martins      | Yu Catuxito     |

## Filmografia
| 1989–91 | Xou da Xuxa       |                                                                          |
| 1990    | Lua de Cristal    |                                                                          |
| 1990    | Sonho de Verão    |                                                                          |
| 1991    | Gaúcho Negro      | Apenas com os Paquitos Cláudio Heinrich e Egon Júnior                    |
| 1992–93 | Show do Mallandro | Apenas com os Paquitos Marcello Faustini, Cláudio Heinrich e Egon Júnior |